# Al-Ittihad (Jemen)
Der al-Ittihad Sports & Cultural Club (arabisch نادي اتحاد إب, DMG Nādī Ittiḥād Ibb) ist ein jemenitischer Fußballklub aus der Stadt Ibb.

## Geschichte
Der Klub wurde im Jahr 1967 gegründet. Nach der Wiedervereinigung des Landes spielte man in der Saison 1990/91 in der obersten Spielklasse und sammelte hier in seiner Gruppe 14 Punkte, was für den vierten Platz reichte. Damit musste man zur nächsten Saison aber auch erst einmal in der zweiten Liga weitermachen. Die Rückkehr gelang dann zur Spielzeit 1996/97, wo man auch die Klasse halten konnte. In der Folgesaison platzierte man sich zwar mit 26 Punkten nur auf dem achten Platz der Tabelle, jedoch gelang im Finale des President Cups ein 1:0-Sieg über al-Shula, womit man seinen ersten Titel als Klub einfahren konnte. Nach einiger Zeit stand am Ende der Spielzeit 2002 dann wieder ein Abstieg an.
Am Ende der Runde 2003/04 gelang aber bereits die nächste Rückkehr. Direkt im Anschluss an die Spielzeit 2005 stieg man aber direkt wieder ab. Wie man es vom Klub mittlerweile kannte, kehrte das Team aber auch diesmal direkt wieder zurück, nur um auch direkt wieder abszusteigen. Nach der Rückkehr zur Saison 2008/09 konnte man aber zumindest noch knapp die Klasse diesmal halten. Man erlebte geradezu einen Aufschwung und kam sogar ins Endspiel um die Meisterschaft nach der Spielzeit 2011/12. Hier unterlag man jedoch mit 2:3 dem Lokalrivalen al-Shaab.
Nach der Militärintervention im Jahr 2015 gab es erst einmal keinen richtigen Spielbetrieb mehr für die nächsten Jahre. Man nahm zwar noch an ein paar kleineren Turnieren teil, konnte hier aber keine Erfolge einfahren. In der Saison 2019/20 gab es mit dem YFA Tournament dann wieder einen landesweit ausgespielten Wettbewerb, bei dem sich al-Ittihad in seiner lokalen Gruppe auch für die Playoffs qualifizieren konnte. Dort landete man aber auf dem letzten Platz seiner Gruppe. Zur Runde 2021 wurde die Ligazugehörigkeit aus der Saison 2014/15 dann wieder hergestellt.

## Erfolge
- President Cup: 1998